# Cartodere curtipennis
Cartodere curtipennis is een keversoort uit de familie schimmelkevers (Latridiidae). De wetenschappelijke naam van de soort werd in 1924 gepubliceerd door Maurice Pic.